# Tylosaurus
Tylosaurus („ještěr s hrbolem“) je vyhynulý rod svrchnokřídového mořského plaza z čeledi Mosasauridae. Žil v období svrchní křídy, asi před 88 až 75 miliony let. Fosilní pozůstatky tohoto velkého dravce byly objeveny v Severní Americe (Kansas, Alabama a Nebraska - někdejší Velké vnitrozemské moře). Zřejmě se však vyskytoval také na jiných místech zeměkoule, například u dnešního Nového Zélandu a dále v Evropě.

## Popis

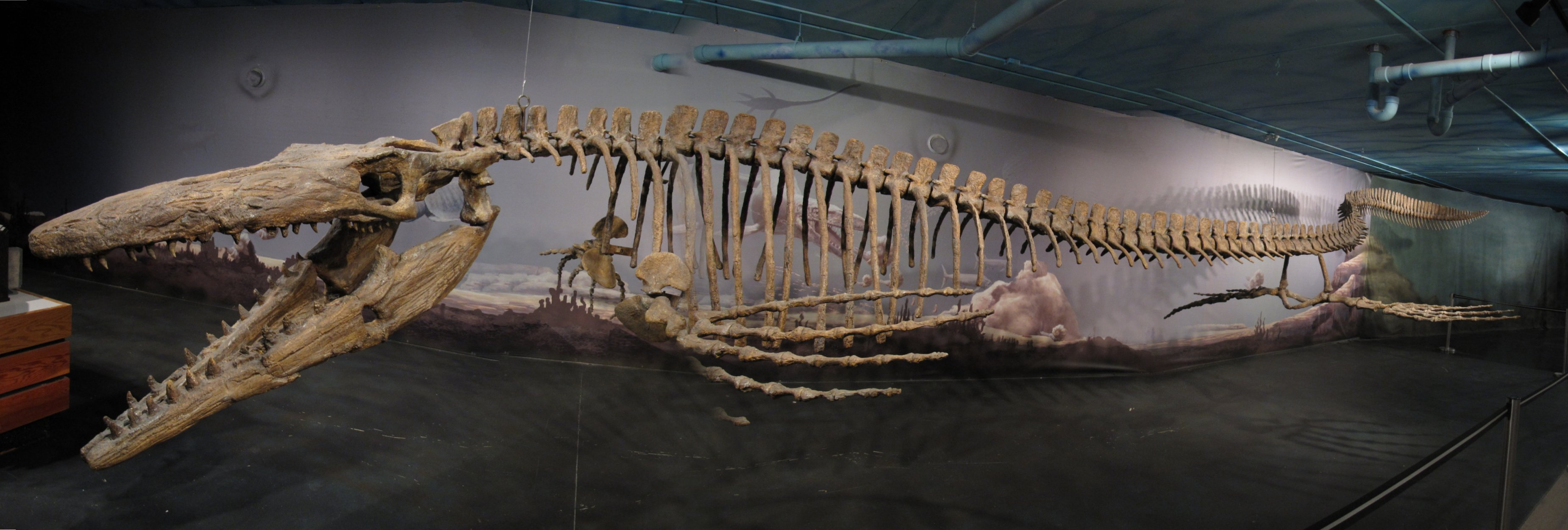
Obří kostra tylosaura zvaná "Bruce".

Šlo o velmi mohutného zástupce podčeledi Tylosaurinae, který dosahoval délky asi 10 až 15 metrů. Tím patřil mezi největší známé mosasauridy vůbec. Byl obřím predátorem, vzdáleně příbuzným dnešním varanům a hadům (tedy šupinatým plazům). Dnes je rozlišováno až sedm různých druhů tohoto rodu, přičemž jen některé jsou zřejmě validní (platné). Jak ukázaly fosilní nálezy, tito plazi byli po celém těle šupinatí a živili se rozmanitou masitou stravou, od ryb a paryb až po kachnozobé dinosaury, kteří například utonuli ve vodě. Jednotlivé části těla (zejména hlava) rostly v průběhu vývoje alometricky, což dosud ztěžovalo klasifikaci mláďat a subadultních jedinců tohoto druhu.
V říjnu roku 2018 byl oznámen objev nejmenšího dosud známého jedince tylosaura, mláděte o délce kolem 2,5 metru a s lebkou dlouhou asi 30 cm.

## Nový druh
V květnu roku 2018 byl formálně popsán nový druh tylosaura, pojmenovaný T. saskatchewanensis. Nový druh byl stanoven na základě fosilní kostry jedince s unikátními anatomickými znaky, objevené v sedimentech souvrství Bearpaw na území kanadské provincie Saskatchewan.